# تین دی کینی
تین دی کینی (انگلیسی: Tine De Caigny؛ زادهٔ ۹ ژوئن ۱۹۹۷) بازیکن فوتبال اهل بلژیک است.

وی همچنین در تیم‌های ملی فوتبال Belgium women's national under-15 football team, Belgium women's national under-17 football team, Belgium women's national under-19 football team، و زنان بلژیک بازی کرده‌است.